# Reyno (Zigarettenmarke)
Reyno war der Markenname einer Mentholzigarette der R. J. Reynolds Tobacco Company.

## Markenentwicklung

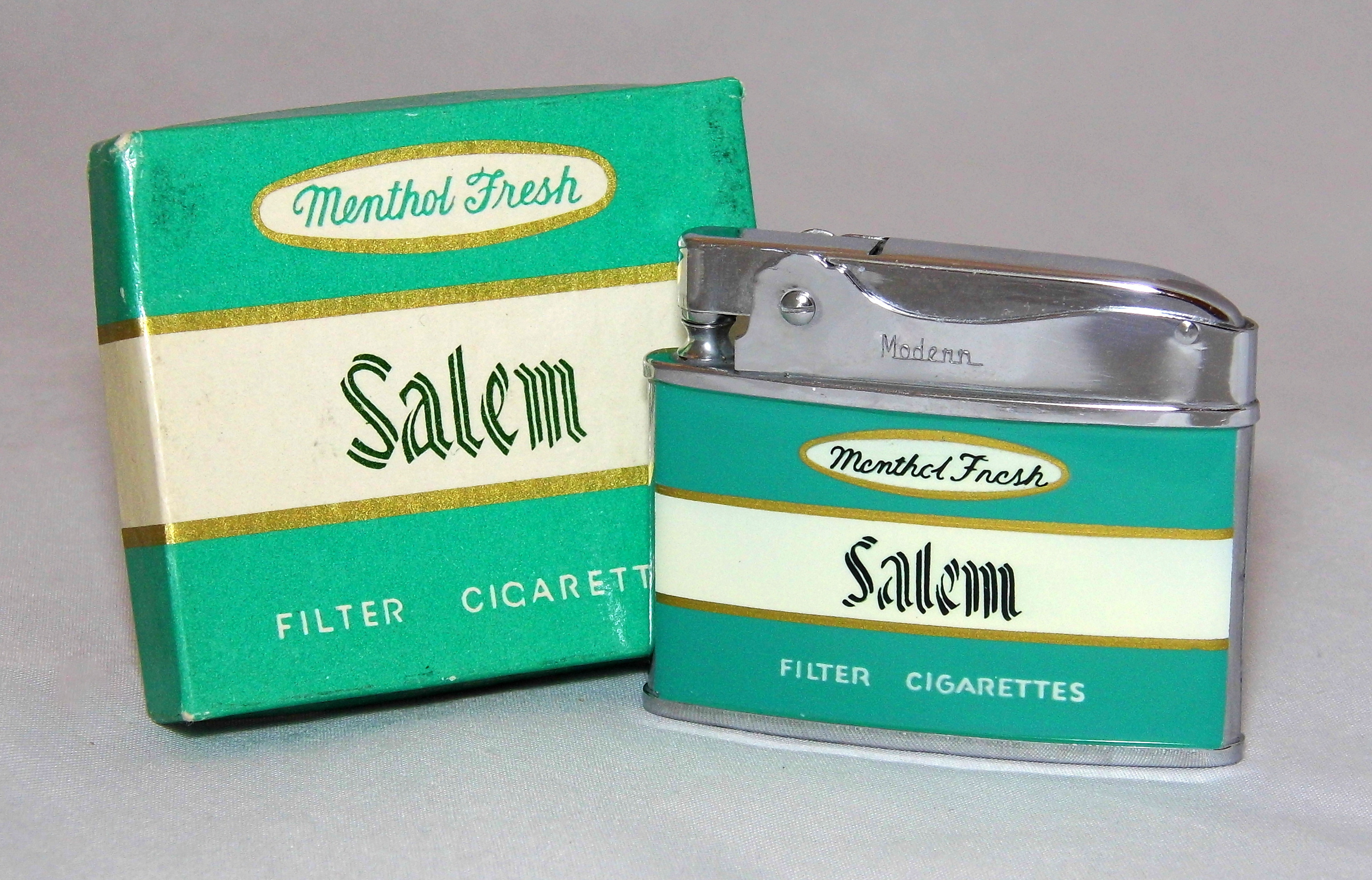
Salem, US-Pendant zu Reyno

Die Marke Reyno geht zurück auf den 1875 gegründeten Tabakkonzern R. J. Reynolds Tobacco Company (RJR). In Deutschland wurde sie von Japan Tobacco International (JTI) vertrieben.
JTI brachte 1954 die erste Filterzigarette (Winston Filters) und 1956 die erste Mentholzigarette auf den Markt. Während diese den amerikanischen Markennamen Salem erhielt, der vom Unternehmenssitz Winston-Salem in North Carolina abgeleitet war, resultierte die deutsche Markenbezeichnung „Reyno“ aus den ersten fünf Buchstaben des Gründernachnamens R. J. Reynolds.
Reyno wurde ab 1961 in Deutschland verkauft, da die Hamburger Zigarettenfabrik Reemtsma die Rechte an dem Markennamen Salem besaß.
Ab November 2019 wurden die Zigaretten der Marke Reyno schrittweise in die Markenfamilie Winston integriert.
Das Ende der Marke Reyno wurde besiegelt, nachdem 2020 in der EU die Verwendung von Menthol als Tabakzusatzstoff verboten wurde.